# Jan Vandrey
Pour les articles homonymes, voir Vandrey.
Jan Vandrey, né le 11 décembre 1991 est un céiste allemand. Il a obtenu la médaille d'or en C-2 1000 m aux Jeux olympiques d'été de 2016 avec Sebastian Brendel.

## Palmarès

### Jeux olympiques
- 2016 à Rio de Janeiro,  Brésil
  -  Champion olympique en C-2 1 000 m